# SS Medic
El SS Medic fue un transatlántico británico de la White Star Line. Fue puesto en servicio en 1899. Después de haber servido en Sudáfrica y Australia, en 1928 fue vendido a una empresa noruega que lo reconvirtió en un ballenero y lo renombró como FLK Hektoria. En 1932 fue revendido a los británicos. Usado como petrolero durante la Segunda Guerra Mundial, fue torpedeado y hundido en 1942.

## Historia
El Medic fue construido en el astillero naval de Harland and Wolff de Belfast (con el número de construcción 323), y fue botado el 15 de diciembre de 1898. Pertenecía a la clase Jubilee junto con el Afric y el Persic. Los tres barcos (más tarde junto a sus dos nuevos hermanos, el Runic y el Suevic), realizaron la línea Liverpool - Ciudad del Cabo - Sídney. 
El Medic entró en servicio el 3 de agosto de 1899. Era un transatlántico mixto con una chimenea y cuatro mástiles, capaz de transportar 320 pasajeros en clase cabina, y sobre todo un gran cargamento. Durante su viaje de regreso, transportó algunos soldados australianos en Sudáfrica para participar en la segunda guerra bóer. Después reanudó su servicio en enero de 1900.
Durante la Primera Guerra Mundial fue requisado desde el 27 de octubre de 1917 hasta el 26 de marzo de 1919, aprovechando su alta capacidad de almacenaje de carne.
En junio de 1928 fue vendido a la empresa ballenera noruega N. Bugge, y se sometió a un rediseño con el fin de ser convertido en barco ballenero. Renombrado Hektoria y con un tonelaje aumentado en casi dos mil toneladas, fue revendido a Hektoria Ltd en 1932. Fue requisado durante la Segunda Guerra Mundial para servir como petrolero, y el 12 de septiembre de 1942 fue torpedeado y hundido en el Atlántico por el submarino alemán U-608.